# Dom La Nena
Dominique Pinto (Porto Alegre, 1989), conocida por su nombre artístico como Dom La Nena, es una violonchelista, cantante y compositora brasileña. Su álbum debut, Ela, fue publicado en enero de 2013 en Estados Unidos y Canadá

## Primeros años
Dominique Pinto nació en 1989 en la ciudad brasileña de Porto Alegre (Río Grande del Sur). Comenzó a estudiar piano a la edad de cinco años, antes de pasar al violonchelo tres años después. A la edad de ocho años, Dom se mudó a París mientras su padre realizaba su doctorado. Al regresar a Brasil cinco años después, a la edad de trece, Dom comenzó a escribir cartas a la reconocida violonchelista estadounidense Christine Walevska. Conocida como "la diosa del violonchelo", Walevska animó a Dom a mudarse a Buenos Aires y convertirse en su estudiante. Con el consentimiento de sus padres, Dom se mudó a Argentina, donde estudió con Walevska durante varios años.

## Carrera
Dom regresó a París a los dieciocho años y poco tiempo después fue contratada para tocar en su primer concierto de música pop, una sesión con la cantante y actriz británica Jane Birkin. Durante los dos años siguientes, Dom realizó una gira con Birkin, también como apoyo a la cantante y actriz francesa Jeanne Moreau. Al regresar de la gira internacional de Birkin, Dom se puso a trabajar en su primer álbum. Sin embargo, el proceso de escritura resultó bastante desafiante. Fue en una cena en París que Dom conoció y pronto entabló una asociación artística con el cantautor Piers Faccini, para quien su esposo director Jeremiah había hecho varios videos. Faccini sugirió que Dom usara el estudio de su casa en las Montañas Cevennes de Francia, donde en menos de una semana grabó casi todas sus partes. Luego, Facinni se dispuso a agregar varios instrumentos sobre las pistas de Dom. El resultado de esta asociación fueron las trece composiciones que se conocerían como el álbum debut de Dom, titulado Ela.

## Discografía

### Solista
- 2013 - Ela (Six Degrees Records)[6]
- 2013 - Golondrina (EP)[7]
- 2014 - Ela por Eles (remixes de Ela)[8]
- 2015 - Soyo (Six Degrees Records)[9]
- 2016 - Cantando EP (Six Degrees Records)[10]
- 2021 - Tempo (Six Degrees Records)[11]

### Birds on a Wire (dueto con Rosemary Standley)
- 2014 - Birds on a Wire (Air Rytmo)[12]
- 2020 - Ramages (PIAS)[13]